# Fouad El Omari
Pour les articles homonymes, voir Omari.
Fouad El Omari (en arabe : فؤاد العمري), né le 1er janvier 1974 à Douar Mnoud, village à proximité de la ville d’Al Hoceïma (région du Rif), est un homme politique marocain. Il est membre, tout comme son frère Ilyas El Omari, un ancien président du conseil communal de Tanger du Parti authenticité et modernité depuis sa création en 2008.
Il a été maire de Tanger entre 2010 et 2015, député de Tanger de 2011 à 2021, et est président de l’Association marocaine des présidents des conseils communaux depuis 2013.